# Liste der Biografien/Mard
Liste der Biografien |
Portal Biografien |
Personensuche
# |
A |
B |
C |
D |
E |
F |
G |
H |
I |
J |
K |
L |
M |
N |
O |
P |
Q |
R |
S |
T |
U |
V |
W |
X |
Y |
Z |
?
 
Ma |
Mb |
Mc |
Md |
Me |
Mf |
Mg |
Mh |
Mi |
Mj |
Mk |
Ml |
Mm |
Mn |
Mo |
Mp |
Mq |
Mr |
Ms |
Mt |
Mu |
Mv |
Mw |
Mx |
My |
Mz
 
Maa |
Mab |
Mac |
Mad |
Mae |
Maf |
Mag |
Mah |
Mai |
Maj |
Mak |
Mal |
Mam |
Man |
Mao |
Map |
Maq |
Mar |
Mas |
Mat |
Mau |
Mav |
Maw |
Max |
May |
Maz
 
Mara |
Marb |
Marc |
Mard |
Mare |
Marf |
Marg |
Marh |
Mari |
Marj |
Mark |
Marl |
Marm |
Marn |
Maro |
Marp |
Marq |
Marr |
Mars |
Mart |
Maru |
Marv |
Marw |
Marx |
Mary |
Marz
Die Liste der Biografien führt alle Personen auf, die in der deutschsprachigen Wikipedia einen Artikel haben. Dieses ist eine Teilliste mit 80 Einträgen von Personen, deren Namen mit den Buchstaben „Mard“ beginnt.

## Mard

### Marda
- Mardaga, Thomas Joseph (1913–1984), US-amerikanischer Geistlicher, römisch-katholischer Bischof von Wilmington
- Mardal, Thomas (* 1997), norwegischer Hammerwerfer
- Mårdalen, Jon (1895–1977), norwegischer Skilangläufer
- Mårdalen, Kjetil (1925–1996), norwegischer Skisportler
- Mardam Bey, Khalil (1895–1959), syrischer Dichter und Kritiker, Texter der syrischen Nationalhymne
- Mardam, Dschamil (1893–1960), syrischer Ministerpräsident
- Mardanschah († 628), sassanidischer Kronprinz
- Mardare, Andrian (* 1995), moldauischer Leichtathlet
- Mardare, Ștefan (* 1987), rumänischer Fußballspieler
- Mărdărescu, Gil (* 1952), rumänischer Fußballspieler
- Mardassi, Béchir (* 1929), tunesischer Radrennfahrer
- Mardassi, Issam (* 1981), tunesischer Fußballspieler
- Mardaus, Caroline (* 1958), deutsche Schriftstellerin, Lehrerin und freie Journalistin
- Mardaus, Frank (* 1969), deutscher Fotograf
- Mardayn, Christl (1896–1971), österreichische Schauspielerin und Opern- und Operettensängerin (Sopran)

### Marde
- Mardefeld, Axel von (1691–1748), preußischer Minister und Gesandter
- Mardefeld, Carl von (1684–1761), hessischer Generalmajor
- Mardefeld, Gustav von (1664–1729), preußischer Politiker und Diplomat
- Mardefelt, Arvid Axel († 1708), schwedischer Offizier
- Mardefelt, Conrad († 1688), schwedischer Feldmarschall
- Mardejew, Airat Ilgisarowitsch (* 1987), russischer Rallyefahrer
- Mardel, Guy (* 1944), französischer Sänger
- Marden, Adrienne (1909–1978), US-amerikanische Schauspielerin
- Marden, Albert (* 1934), US-amerikanischer Mathematiker
- Marden, Anne (* 1958), US-amerikanische Ruderin
- Marden, Ben (1927–2000), englischer Fußballspieler
- Marden, Brice (1938–2023), US-amerikanischer Künstler des Minimalismus
- Marden, Charles Carroll (1867–1932), US-amerikanischer Romanist, Hispanist und Mediävist
- Marden, Orison Swett (1848–1924), amerikanischer Hotelier und Autor
- Marden, Richard (1928–2006), britischer Filmeditor
- Mardenborough, Jann (* 1991), britischer AutomobilrennfahrerJann Mardenborough (* 1991)

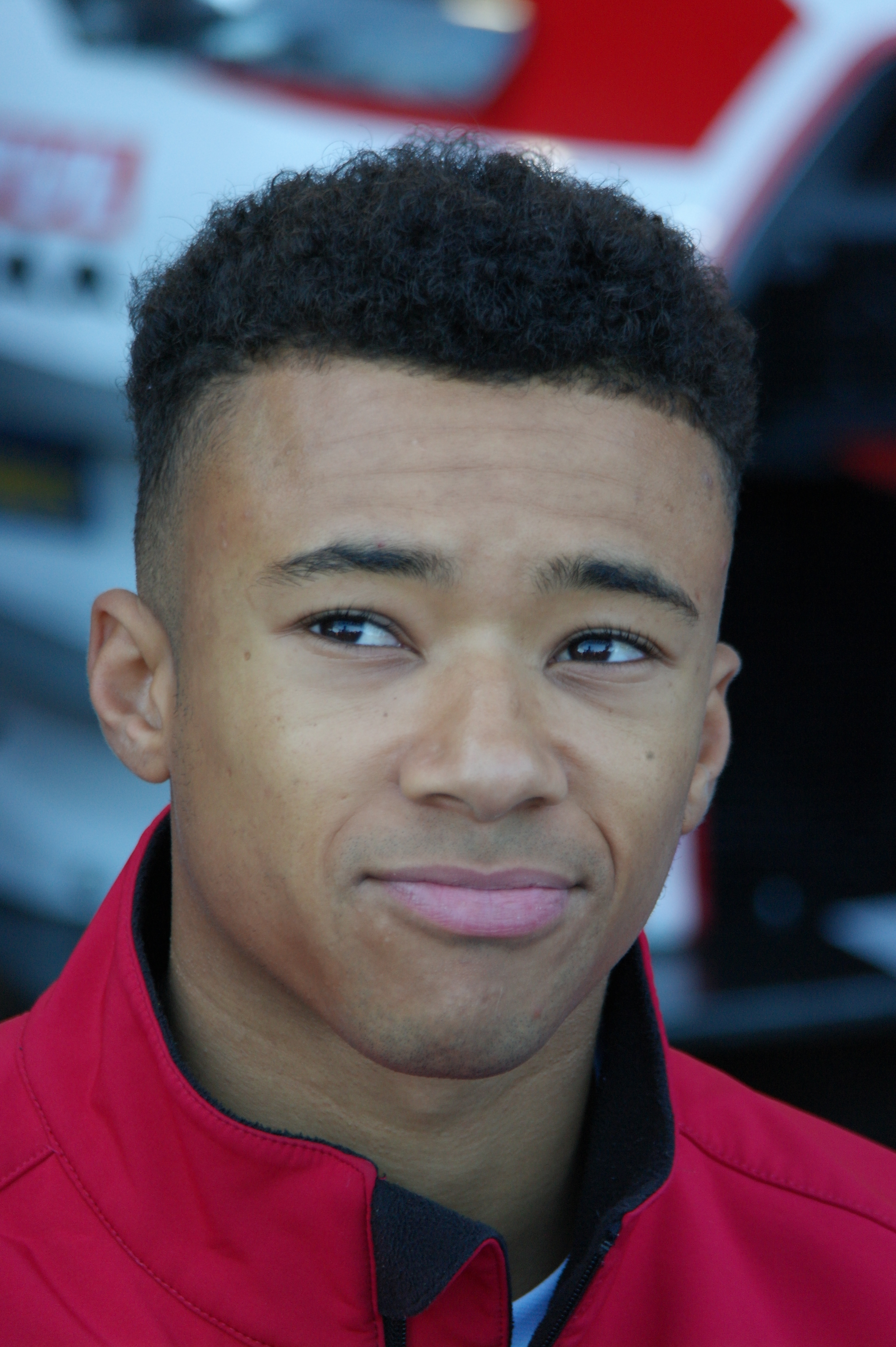
Jann Mardenborough (* 1991)

- Mardenborough, Steve (* 1964), englischer Fußballspieler
- Marder, Abraham (* 1983), US-amerikanischer Filmkomponist, Sänger und Drehbuchautor
- Marder, Andrés (* 1969), deutscher Kameramann
- Marder, Arthur (1910–1980), US-amerikanischer Historiker
- Marder, Darius (* 1974), US-amerikanischer Filmregisseur und Drehbuchautor
- Marder, Eve (* 1948), US-amerikanische Neurobiologin
- Marder, Marlene (1954–2016), Schweizer Punk-Gitarristin
- Marder, Rebecca (* 1995), französisch-US-amerikanische Schauspielerin
- Marderfelt, August Philip (* 1660), schwedischer Generalmajor
- Mardersteig, Arnold (1898–1988), deutscher Marineoffizier, Kunsthistoriker und Journalist
- Mardersteig, Georg (1864–1943), deutscher Jurist
- Mardersteig, Giovanni (1892–1977), deutsch-italienischer Verleger, Typograf, Buch- und Schrifthistoriker
- Mardešić, Pavao (* 1960), kroatischer Mathematiker
- Mardešić, Pavao Mladen Nikola (1895–1978), kroatischer Schiffbauingenieur
- Mardešić, Sibe (1927–2016), jugoslawischer bzw. kroatischer Mathematiker
- Mardesich, Mike (* 1977), US-amerikanisch-kroatischer Basketballspieler

### Mardi
- Mardi, Mahmoud al- (* 1993), jordanischer Fußballspieler
- Mardianto, Joko, indonesischer Badmintonspieler
- Mardicke, Helene (* 1997), deutsche Schauspielerin
- Mardigan, Art (1923–1977), US-amerikanischer Jazz-Schlagzeuger
- Mardiganian, Aurora (1901–1994), armenisch-amerikanische Schriftstellerin, Schauspielerin und Überlebende des Völkermords an den Armeniern
- Mardin, Arif (1932–2006), türkischer Musikproduzent, in den USA tätig
- Mardin, Şerif (1927–2017), türkischer Soziologe und Politikwissenschaftler
- Mardini, Sarah (* 1995), syrische Schwimmsportlerin, Rettungsschwimmerin, Aktivistin für humanitäre Flüchtlingshilfe
- Mardini, Yusra (* 1998), syrische SchwimmsportlerinYusra Mardini (* 1998)

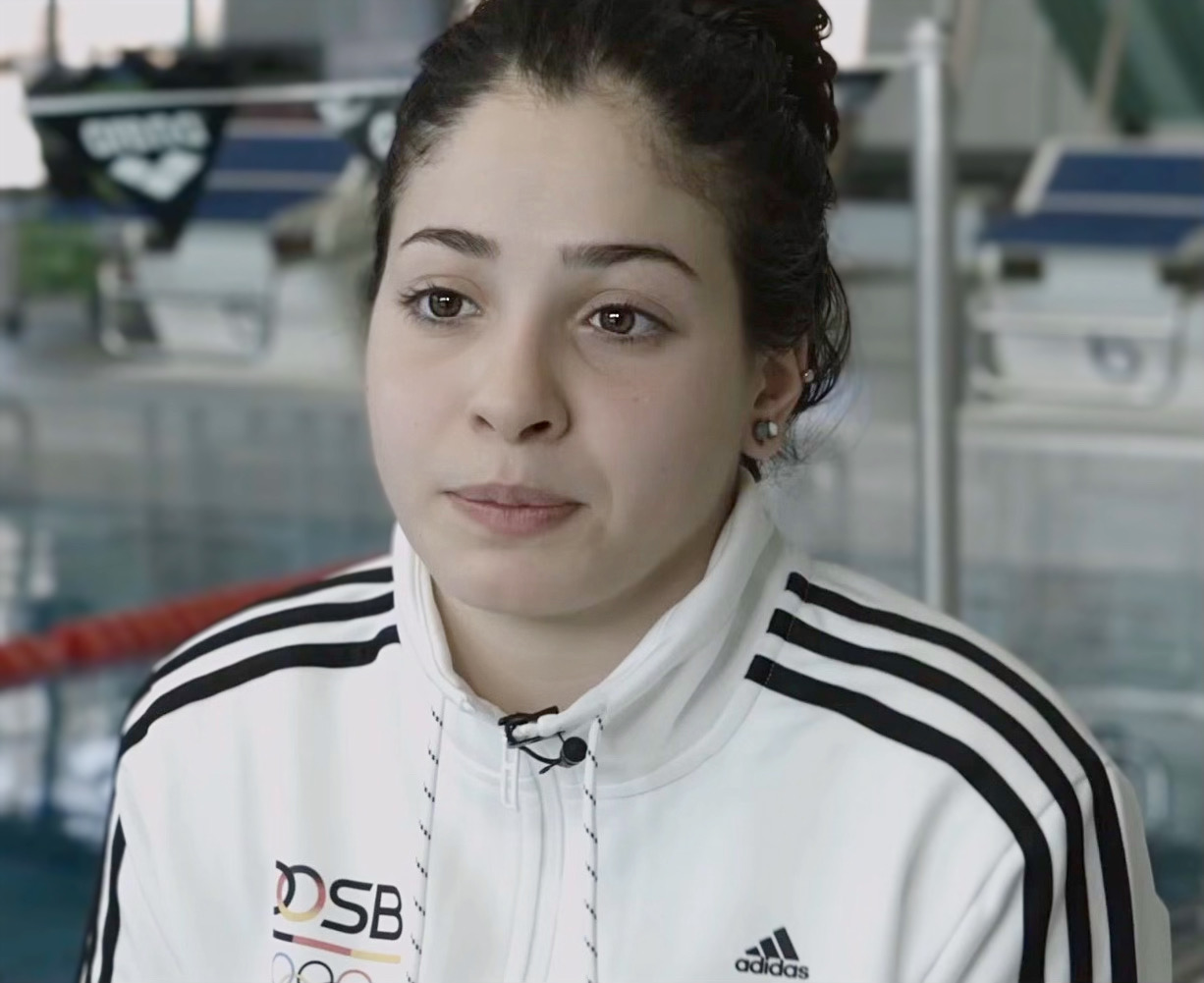
Yusra Mardini (* 1998)

- Mardirossian, Mihran (1870–1936), armenischer Publizist
- Mardirossian, Mousheg, Erzbischof der Westlichen Prälatur der Armenischen Apostolischen Kirche in den USA (Katholikat von Kilikien)
- Mardis, Samuel Wright (1800–1836), US-amerikanischer Rechtsanwalt und Politiker

### Mardl
- Mardle, Wayne (* 1973), englischer Dartspieler

### Mardn
- Mardner-Klaas, Mieze (1884–1950), deutsche Malerin
- Mardnli, Imad (* 1976), deutsch-libanesischer Schauspieler

### Mardo
- Mardochee, Kaham (* 1992), kamerunischer Fußballspieler
- Mardones, Benny (1946–2020), US-amerikanischer Singer-Songwriter
- Mardones, José (1868–1932), spanischer Opernsänger
- Mardones, Patricio (* 1962), chilenischer Fußballspieler
- Mardonios, spätantiker Rhetor, Philosoph und Prinzenerzieher
- Mardonios († 479 v. Chr.), persischer Feldherr und Schwiegersohn Dareios I.

### Mardr
- Mardrus, Joseph-Charles (1868–1949), französischer Arzt und Übersetzer

### Mards
- Mardschani, Schigabutdin (1818–1889), tatarischer muslimischer Theologe und Historiker

### Mardt
- Mardt, Sabine de, deutsche Filmproduzentin

### Mardu
- Marduk-apla-iddina I., König von Babylon
- Marduk-apla-iddina II., König von Babylon
- Marduk-apla-uṣur, babylonischer König
- Marduk-balāssu-iqbi, babylonischer König
- Marduk-nādin-aḫḫē, König von Babylon
- Marduk-zākir-šumi I., König von Babylon
- Marduk-zakir-šumi II. († 703 v. Chr.), babylonischer König
- Mardus, Günter (1924–2020), deutscher Physiker und Politiker (CDU), MdA und Bezirksstadtrat
- Mardus, Wilhelm (1893–1960), Bürgermeister von Berlin-Friedrichshain (Januar bis Oktober 1947)